# Municipio de Stowe
El municipio de Stowe (en inglés: Stowe Township) es un municipio ubicado en el condado de Allegheny en el estado estadounidense de Pensilvania. En el año 2000 tenía una población de 6.706 habitantes y una densidad poblacional de 1,099.3 personas por km².

## Geografía
El municipio de Stowe se encuentra ubicado en las coordenadas 40°28′47″N 80°4′26″O / 40.47972, -80.07389.

## Demografía
Según la Oficina del Censo en 2000 los ingresos medios por hogar en la localidad eran de $29,688 y los ingresos medios por familia eran $36,688. Los hombres tenían unos ingresos medios de $31,151 frente a los $28,221 para las mujeres. La renta per cápita para la localidad era de $17,783. Alrededor del 13,3% de la población estaban por debajo del umbral de pobreza.